# Condado de Phelps (Misuri)
El condado de Phelps (en inglés: Phelps County), fundado en 1857, es uno de 114 condados del estado estadounidense de Misuri. En el año 2008, el condado tenía una población de 42,205 habitantes y una densidad poblacional de 23 personas por km². La sede del condado es Rolla. El condado recibe su nombre en honor al Gobernador de Misuri John S. Phelps.

## Geografía
Según la Oficina del Censo, el condado tiene un área total de 1774 km² (684,9 mi²), de la cual 1743 km² (673 mi²) es tierra y 31 km² (12,0 mi²) (1.75%) es agua.

### Condados adyacentes
- Condado de Maries (noroeste)
- Condado de Gasconade (noreste)
- Condado de Crawford (este)
- Condado de Dent (sureste)
- Condado de Texas (sur)
- Condado de Pulaski (oeste)

## Demografía
Según la Oficina del Censo en 2000, los ingresos medios por hogar en el condado eran de $37,243, y los ingresos medios por familia eran $49,343. Los hombres tenían unos ingresos medios de $29,428 frente a los $19,893 para las mujeres. La renta per cápita para el condado era de $20,275. Alrededor del 16.40% de la población estaban por debajo del umbral de pobreza.

## Transporte

### Carreteras principales
- Interestatal 44
- U.S. Route 63
- U.S. Route 66 (1926-1979)
- Ruta 68
- Ruta 72

## Localidades
| - Beulah - Doolittle - Duke | - Edgar Springs - Flat - Jerome | - Newburg - Northwye - Rolla | - Rosati - Seaton - St. James |

### Municipios
- Municipio de Arlington
- Municipio de Cold Spring
- Municipio de Dawson
- Municipio de Dillon
- Municipio de Liberty
- Municipio de Meramec
- Municipio de Miller
- Municipio de Rolla
- Municipio de Spring Creek
- Municipio de St. James